# Шолуа-Менийо
Шолуа́-Менийо́ (фр. Choloy-Ménillot) — коммуна во французском департаменте Мёрт и Мозель региона Лотарингия. Относится к кантону Туль-Сюд.

## География
Шолуа-Менийо расположен в 60 км к юго-западу от Меца и в 27 км к западу от Нанси. Соседние коммуны: Панье-деррьер-Барин и Экрув на северо-востоке, Туль и Доммартен-ле-Туль на востоке, Шодне-сюр-Мозель на юго-востоке, Домжермен на юге, Фуг и Ле-Сен-Реми на северо-западе.

## История
- На территории коммуны находятся следы галло-романского периода.

## Демография
Население коммуны на 2010 год составляло 709 человек.
| 1962 | 1968 | 1975 | 1982 | 1990 | 1999 | 2010 |
| ---- | ---- | ---- | ---- | ---- | ---- | ---- |
| 454  | 411  | 589  | 548  | 588  | 695  | 709  |

## Достопримечательности
- Замок Шолуа XIX века, сооружён в неоклассическом стиле.
- Британское военное кладбище.
- Церковь Ноттр-Дам-де-Менийо, хоры и витражи XIII века.